# Xestobium
Xestobium  (лат.) — род жесткокрылых насекомых семейства точильщиков. В ископаемом состоянии известны из балтийского янтаря.

## Описание
Верхняя сторона тела в торчащих длинных волосках или в пятнисто расположенных прижатых волосках. Передние и средние тазики расставленные. Лапки короткие и широкие.

## Систематика
В составе рода:
- Xestobium abietis Fisher, 1947
- Xestobium affine LeConte, 1874
- Xestobium gaspensis White, 1975
- Xestobium marginicolle (LeConte, 1859)
- Xestobium parvum White, 1976
- Точильщик пёстрый (Xestobium rufovillosum De Geer, 1774)